# Małyniwka (rejon kramatorski)
Małyniwka (ukr. Малинівка) – wieś na Ukrainie, w obwodzie donieckim, w rejonie kramatorskim, w hromadzie Mykołajiwka. W 2001 liczyła 539 mieszkańców.